# Langues chinoises
«  Chinois (langue) » redirige ici. Pour les autres significations, voir Chinois.
Les langues chinoises (chinois simplifié : 中国语文 ; chinois traditionnel : 中國語文 ; pinyin : zhōngguó yǔwén) ou langues sinitiques, souvent désignées dans leur ensemble sous le nom de « chinois » (中文, zhōngwén), appartiennent à la famille des langues sino-tibétaines.  
On considère la langue écrite (文, wén) comme la plus universelle, qui transcende la prononciation des divers parlers. La langue parlée dans son caractère le plus général est le plus souvent appelée hanyu (汉语), soit « langue des Han », même si d'autres groupes ethniques ont progressivement adopté cette langue. Les différents parlers peuvent être considérés comme langue (语, yǔ) ou comme dialecte (chinois : 方言 ; pinyin : fāngyán). Le statut d'un parler comme langue ou dialecte est souvent sujet à controverses en l'absence de références écrites à la prononciation. 

## Langues chinoises
On distingue généralement sept grandes langues chinoises parlées modernes :
1. Le mandarin (官话 / 官話, guānhuà, « langue des officiels » ou 北方话 / 北方話, běifāng huà, « parlers du Nord »), parlé dans le Nord et le Nord-Est de la Chine. C'est la langue ayant le plus de locuteurs natifs dans le monde (environ 850 millions) :
  - le mandarin standard (汉语 / 漢語, hànyǔ globalement ou 普通话 / 普通話, pǔtōnghuà, « langue commune », en république populaire de Chine, ou 国语 / 國語, guóyǔ, « langue nationale », en république de Chine (Taïwan)) est la variante standardisée du mandarin et la langue officielle de la république populaire de Chine, de la république de Chine (Taïwan) et de Singapour. Elle est également appelée 中文, zhōngwén, sous-entendant la langue de la Chine, même si cette forme réfère rigoureusement à la langue écrite. Par abus de langage, on désigne simplement cette langue comme étant le « chinois ».
2. Le wu (吴语 / 吳語, wúyǔ), parlé à Shanghai, dans le Jiangsu et le Zhejiang (environ 77 millions de locuteurs) ;
3. Le cantonais (粤语 / 粵語, yuèyǔ), parlé dans les provinces du Guangdong et du Guangxi, à Hong Kong, Macao, en Asie du Sud-Est et par certaines communautés de la diaspora chinoise (environ 71 millions de locuteurs) ;
4. Le min (闽语 / 閩語, mǐnyǔ), dans les provinces du Guangdong, Fujian et à Taïwan (environ 60 millions de locuteurs), dont :
  - le groupe minnan (ou hokkien) comprend, entre autres, le taïwanais, le teochew et le hainanais,
  - le groupe minbei ;
5. Le xiang (湘语 / 湘語, xiāngyǔ), parlé dans la province du Hunan (environ 36 millions de locuteurs) ;
6. Le hakka (客家话 / 客家話, kèjiāhuà), dans la partie nord du Guangdong, le Fujian et à Taïwan (environ 34 millions de locuteurs) ;
7. Le gan (赣语 / 贛語, gànyǔ), parlé dans la province du Jiangxi (environ 31 millions de locuteurs).

Certains linguistes distinguent parfois trois autres langues importantes :
1. le jin (晋语 / 晉語, jìnyǔ), dans la zone Nord, distingué du mandarin ;
2. le hui (徽语 / 徽語, huīyǔ), distingué du wu ;
3. le ping (平话 / 平話, pínghuà), distingué du cantonais.

 Voir liste des langues chinoises

Langues chinoises parlées en Chine et à Taiwan.

Le chinois archaïque, dont ces langues sont issues, n'était pas une langue à tons, et se distinguait fortement des langues modernes par son type sur le plan phonologique comme sur le plan morphologique. Les langues chinoises sont apparentées aux langues tibéto-birmanes.
Mais il existe aussi d'autres groupes plus réduits et pas encore classés, parmi lesquels : le dialecte danzhou, parlé à Danzhou, sur l'île de Hainan ; Xianghua (乡话), à ne pas confondre avec xiang (湘), parlé à l'Ouest du Hunan ; et Shaozhou tuhua, parlé dans le Nord Guangdong. La langue doungane, parlée en Asie centrale, est très apparentée au mandarin. Cependant, on ne la considère généralement pas toujours comme « chinoise », car écrite en cyrillique et parlée par les Dounganes hors de République populaire de Chine. De plus, ils ne sont pas considérés comme faisant partie de la diaspora chinoise à quelque niveau que ce soit. Référez-vous à liste des langues chinoises pour une liste complète de ces langues issues de plus grands groupes.

## Écritures
Les langues chinoises s'écrivent avec des caractères chinois chinois : 汉字 ; pinyin : hànzì ; litt. « caractères des Han », traduit en français par sinogrammes). Depuis leurs créations, ils ont évolué au cours des siècles pour atteindre la forme actuelle, qui se distingue par une écriture traditionnelle et une autre simplifiée.
Les caractères traditionnels sont conservés à Taïwan, Macao et Hong Kong, où ils diffèrent, également dans la diaspora chinoise à l'étranger. Macao et Hong Kong parlent majoritairement cantonais, alors que Taïwan parle majoritairement mandarin ainsi qu'un dialecte du minnan appelé localement taïwanais et ayant subi une forte influence du Japon pendant sa colonisation, du fait de la guerre sino-japonaise (1894-1895), puis des États-Unis à la fin de la Seconde Guerre mondiale.
Il exista aussi un code d'écriture chinois exclusivement utilisé par des femmes, le nüshu, utilisé dans une région où, autrefois, les femmes n'avaient pas le droit d'écrire.
Dans les différentes régions ou districts autonomes, des écritures locales comme le dongba ou le dai sont utilisées.

### Transcriptions

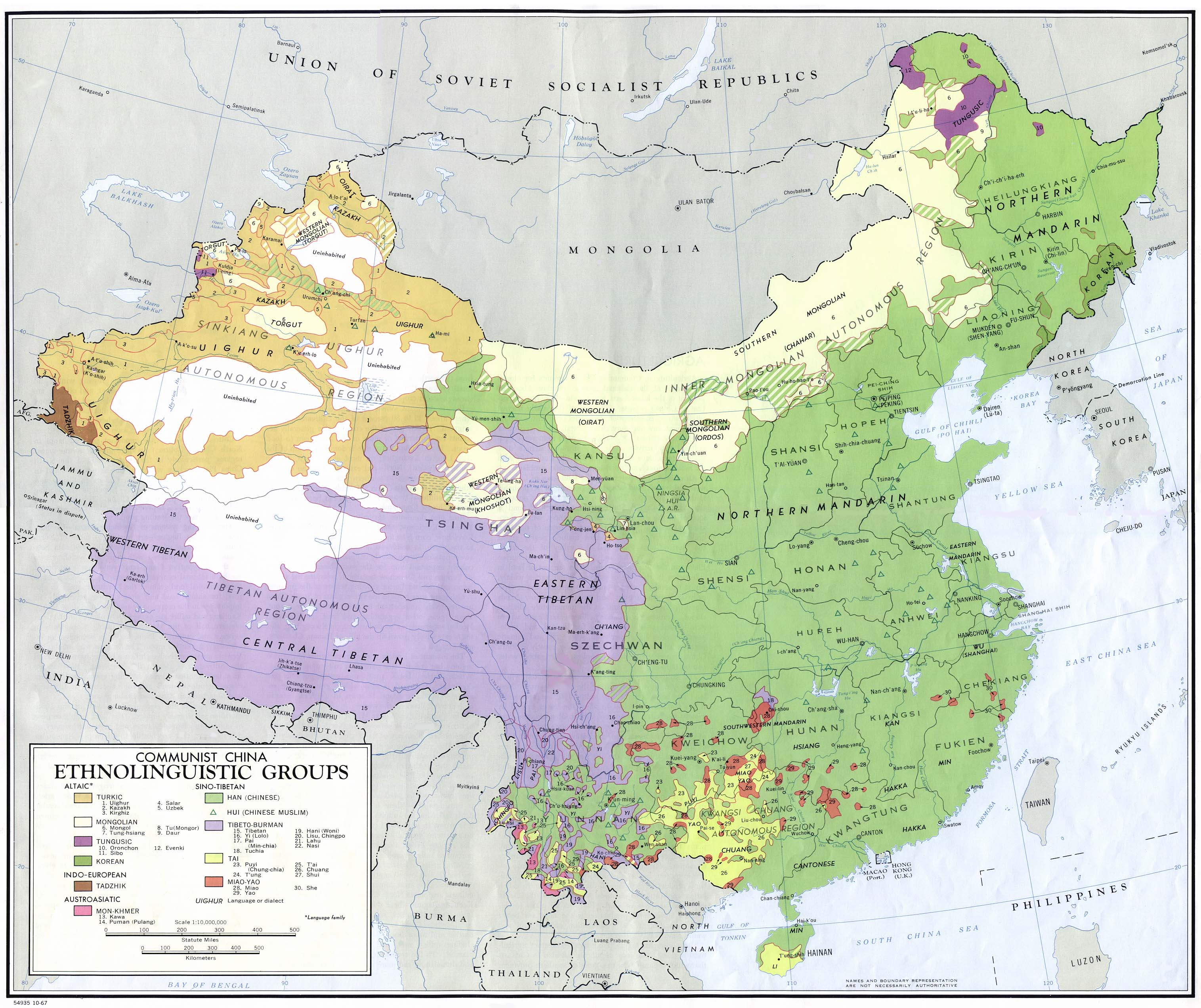
Carte de la répartition des langues en Chine en 1967 (source CIA).

Plusieurs systèmes de transcription sont utilisés pour le mandarin, pour le cantonais et d'autres langues chinoises :
- le hanyu pinyin, romanisation officielle, utilisée en République populaire de Chine ;
- le bopomofo, alphabet non latin utilisé à Taïwan (ressemblant stylistiquement aux kana japonais) ;
- le système EFEO (de l'École française d'Extrême-Orient) ;
- les romanisations Wade-Giles (pour le mandarin) et Yale (pour le cantonais et le mandarin), antérieures au pinyin, utilisées dans les pays anglo-saxons ;
- le jyutping, romanisation du cantonais utilisée par la Société linguistique de Hong Kong ;
- le gwoyeu romatzyh, romanisation du mandarin fixée en 1925-1926, adoptée par le gouvernement de la République de Chine en 1928 et utilisée à Taïwan jusqu'en 1986 ;
- la romanisation du wu pour le shanghaïen ;
- la romanisation des langues chinoises.

## Traits grammaticaux communs
Contrairement à une idée répandue, la grammaire des langues chinoises n'est pas uniforme d'une langue à l'autre. Si ces langues partagent de nombreux points communs, en connaître une ne permet cependant pas de savoir parler les autres (sauf le mandarin, sur lequel la langue écrite normalisée est fondée). Chacune possède sa phonologie, sa syntaxe, sa propre utilisation des caractères (un caractère dans une langue chinoise donnée n'aura pas forcément le même sens dans une autre) voire des caractères qui lui sont propres (pour l'instant, seuls ceux du cantonais semblent accessibles dans les jeux de caractères habituels).
On peut cependant constater les principaux points communs entre ces langues, ce qui permet d'établir une typologie chinoise : 
- elles sont toutes tonales (voir langue à tons) ;
- elles sont à tendance monosyllabique : dans ces langues, l'unité fondamentale de sens et de son (ou morphème) est la syllabe (ce qui ne signifie pas que tous les mots soient monosyllabiques, loin de là) ;
- elles sont isolantes : les morphèmes sont invariables et ne connaissent aucun type d'accord (ni flexion nominale, ni conjugaison), d'où l'importance de la syntaxe (l'ordre des mots est primordial) ;
- elles utilisent des particules aspecto-temporelles et modales : le verbe est actualisé au moyen de particules la plupart du temps post-verbales qui renseignent sur le temps, l'aspect, le mode de procès et le mode du verbe ;
- outre ces particules, il existe de très nombreux suffixes post-verbaux renseignant sur la localisation du procès, sa possibilité, son succès, etc.
- ces langues font usage de « classificateurs » nommés spécificatifs, morphèmes se plaçant entre un déterminant (démonstratif, adjectif numéral) et un nom pour indiquer la classe sémantique à laquelle appartient un terme (classe des objets longs et plats, classe des animaux, des paires, des divisions d'un ouvrage de poésie, etc.) ;
- dans la majorité des cas, ce sont des langues SVO. On note cependant une tendance importante à la thématisation.

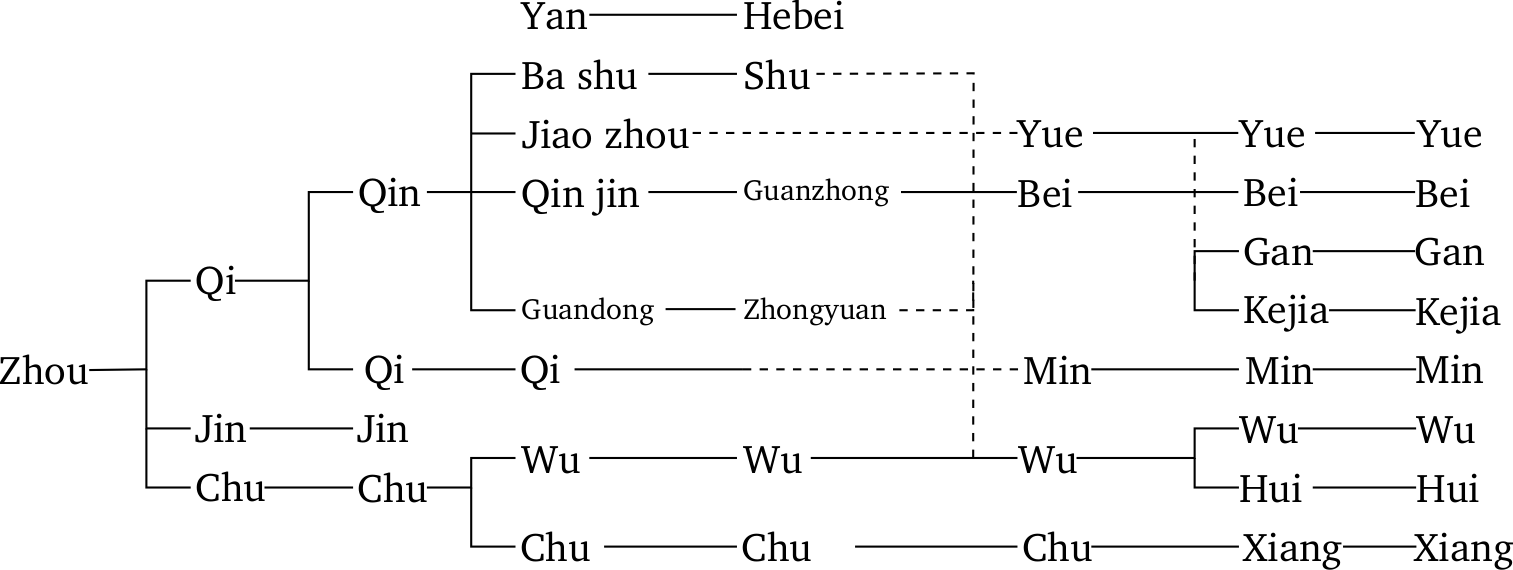
Différenciation de huit des principales langues chinoises depuis la dynastie Zhou. Bei renvoie au mandarin.

## Influence dans le monde asiatique

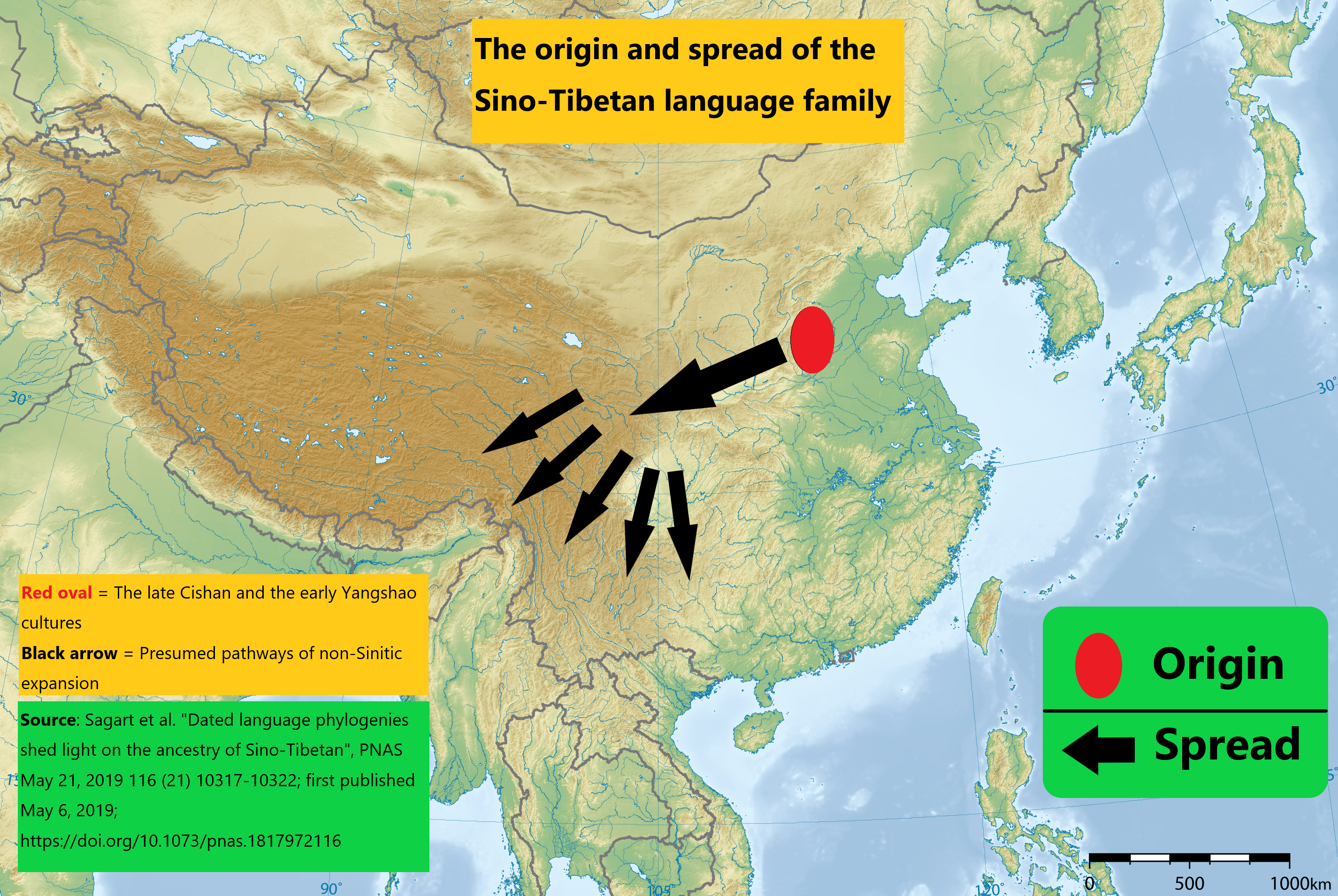
L'origine et la diffusion des langues sino-tibétaines. L'ovale rouge représente la fin des cultures Cishan et les premières cultures de Yangshao. Les flèches noires représentent les voies présumées de l'expansion non sinitique. Après avoir appliqué la méthode comparative linguistique à la base de données de données linguistiques comparatives développée par Laurent Sagart en 2019 pour identifier des correspondances sonores et établir des apparentés, des méthodes phylogénétiques sont utilisées pour déduire des relations entre ces langues et estimer l'âge de leur origine et de leur patrie.

La carte linguistique de la Chine pourrait être divisée en deux : au nord du Yangzi Jiang trônerait le mandarin, et au sud les différents dialectes comme le wu ou le cantonais ou bien encore le hakka. Cette diversité peut s'expliquer par la carte géographique, là où les montagnes au sud ont fait barrière naturelle et donc favorisé l'émergence d'une plus grande différence entre ces différentes régions.
Mais la ligne linguistique chinoise ne s'arrête pas ici, elle est à échelle « mondiale », du moins en Asie.
Toutes les langues chinoises du nord de la Chine ont été influencées par le mandarin, alors que celles du sud par les langues méridionales. Ceci se remarque notamment dans les nombres :

### Mandarin
| Mandarin | Pinyin | Coréen | Japonais | Signification |
| -------- | ------ | ------ | -------- | ------------- |
| 零       | líng   | ryeong | rei      | 0             |
| 一       | yī     | il     | ichi     | 1             |
| 二       | èr     | i      | ni       | 2             |
| 三       | sān    | sam    | san      | 3             |
| 四       | sì     | sa     | shi      | 4             |
| 五       | wǔ     | o      | go       | 5             |
| 六       | liù    | ryuk   | roku     | 6             |
| 七       | qī     | chil   | shichi   | 7             |
| 八       | bā     | ppal   | hachi    | 8             |
| 九       | jiǔ    | gu     | kyu      | 9             |

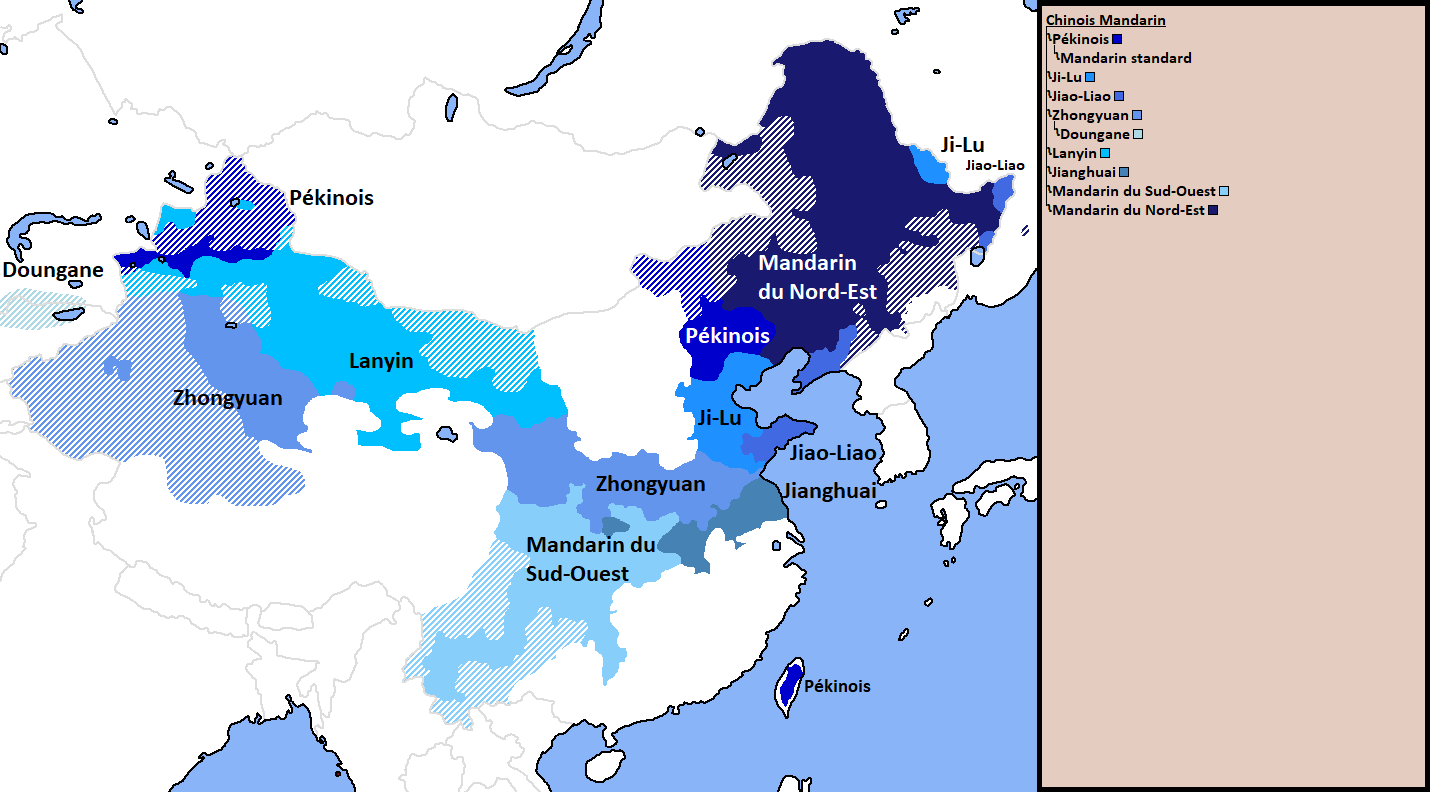
Carte des variétés du mandarin.

Ce phénomène s'explique par la sinisation de la Corée et du Japon.
À partir du VIIe siècle av. J.-C., les Chinois commencent à s'introduire dans la péninsule coréenne apportant avec eux leur culture. La contrée commerce avec le nord de la Chine, plus proche, qui leur vend des objets d'arts, et à partir de -108, les Han soumettent les tribus et établissent quatre commanderies, avec un peuplement exclusif de Chinois du nord. Commence alors une période de lente sinisation jusqu'aux Trois Royaumes de Corée où une culture sino-coréenne se développe. De nos jours, 70 % du vocabulaire coréen est issu du chinois mandarin.
Au Japon, la sinisation se fait du IIIe siècle av. J.-C. jusqu'au VIIe siècle, début de la Période de Nara. L'archipel est abordé par la culture chinoise par le Bouddhisme dont les principaux bonzes sont originaires de Corée ou de la Chine septentrionale. Avec eux, les Chinois et les Coréens ont apporté l'écriture et la langue chinoise, cependant les Japonais possédaient déjà une langue. Les lettrés de l'archipel révolutionnèrent alors la langue japonaise : certains mots sont lus en sino-nippon (on'yomi, 音読み) tandis que d'autres sont lus en japonais (kun'yomi, 訓読み). Peu à peu, certains mots ont supplanté les mots originels et à partir du VIIe siècle, la civilisation japonaise émerge, s'appuyant sur les modèles chinois, empruntant sans cesse des néologismes au chinois (venus[réf. nécessaire] du sino-coréen ou du chinois du nord).

### Cantonais
| Cantonais | Transcription | Thaï       | Sino-vietnamien | Signification |
| --------- | ------------- | ---------- | --------------- | ------------- |
| 零        | lìng          | ศูนย์        | 空 linh         | 0             |
| 一        | yāt           | หนึ่ง neung  | 壹 nhất         | 1             |
| 二        | yi6           | สอง saawng | 貳 nhị          | 2             |
| 三        | saam3         | สาม saam   | 叄 tam          | 3             |
| 四        | sei3          | สี่ see      | 肆 tứ           | 4             |
| 五        | ng5           | ห้า haâ     | 伍 ngũ          | 5             |
| 六        | luk6          | หก hok     | 陸 lục          | 6             |
| 七        | chat1         | เจ็ด jèet   | 柒 thất         | 7             |
| 八        | baat3         | แปด paèt   | 捌 bát          | 8             |
| 九        | gau2          | เก้า kao    | 玖 cửu          | 9             |

Les langues taï-kadaï sont originaires des bords du Yangzi Jiang. Avec l'expansion chinoise, les différents peuples thaïs ont migré vers le sud, au Yunnan. De là, les contrées peuplées de thaïs étaient tributaires à la Chine impériale, et les représentants chinois venaient des littoraux méridionaux, à cause de la proximité, apportant avec eux un vocabulaire proto-cantonais-hakka-wu. Du IIIe siècle av. J.-C. jusqu'à l'arrivée des Mongols au pouvoir (1271), les Thaïs vivaient entre le Yunnan et l'actuelle Vientiane. Ils faisaient un échange de culture avec la Chine du sud, culture qu'ils apportent dans le bassin du Ménam et sur les plateaux de Khorat et du Laos au XIIIe siècle pour échapper à Gengis Khan aux dépens des Khmers. Une fois arrivés là, les peuplades commencèrent à subir une seconde influence étrangère, la culture indianisée des Môns et des Khmers. Certains mots sont alors remplacés par des mots d'origine pâlie ou khmère, laissant un faible nombre de mots d'origine sud-chinoise aux langues.
En -111, les Han de Chine conquièrent la Dynastie Triệu vietnamienne, imposant lourdement 1 000 ans de domination. Depuis Guangxi, les généraux chinois (cantonais) instaurent le chinois comme langue officielle de la contrée. Le processus de colonisation du delta du fleuve Rouge et d'assimilation de la population par les Chinois envoie les habitants des côtes est et sud de la Chine. Les différents idiomes se mélangent avec le vietnamien naissant, créant la langue sino-viêt. À la suite de cela, la culture chinoise se répand au Giao Chỉ faisant perdre les racines viet indigènes à la population. À l'indépendance de 968, le Vietnam est profondément sinisé, la langue transformée et la culture assimilée.
Aux Philippines, on peut retrouver en tagalog un certain nombre de mots provenant du hakka, puis du cantonais, et dans une moindre mesure du mandarin. Cela est dû à l'existence d'un comptoir chinois, Ma-i, sur l'île actuelle de Mindoro dans la période du XIe au  XIVe siècle voire au XVIe. Les indigènes philippins recevaient une petite influence chinoise, et les mots empruntés furent principalement dans le domaine gastronomique comme Batsoy qui vient du hakka 肉水 bah-chúi désignant une soupe au porc, ou encore Pansit de 便食 piān-ê-si̍t, Tokwa de 豆干 tāu-koa le tofu. L'émigration chinoise aux Philippines durant les années 1960 et 1970 joua également un grand rôle.